# Я люблю тебя (фильм, 2004)
«Я люблю тебя» — российский кинофильм 2004 года.

## Сюжет
Фильм о превратностях человеческой психики и нестандартности мышления. Показаны все душевные переживания героев, встретивших у себя на жизненном пути абсурдную, но, тем не менее, очень важную для каждого, неожиданность в виде гостя столицы с Севера нашей необъятной Родины. Классический любовный треугольник, уже не раз использованный в тысячах кинолент в качестве фундамента сюжета, в данной картине обернулся пародией на самого себя.

## В ролях
| Актёр                  | Роль                             |
| ---------------------- | -------------------------------- |
| Любовь Толкалина       | Вера Кириллова                   |
| Евгений Коряковский    | Тимофей Печорин                  |
| Дамир Бадмаев          | Улюмджи                          |
| Савр Белякинов         | Улюмджи в детстве                |
| Ирина Гринёва          | Диана                            |
| Юрий Шерстнёв          | сторож в зоопарке                |
| Нина Агапова           | Ирина Родионовна соседка Тимофея |
| Эмануэль Майкл Ваганда | Джон                             |
| Виктор Шевидов         | дядя Ваня                        |
| Валентина Манхадыкова  | мать Улюмджи                     |
| Анатолий Манхадыков    | отец Улюмджи                     |